# Livezeni, Argeș
Livezeni este un sat în comuna Stâlpeni din județul Argeș, Muntenia, România.